# Karl Gasteiger
Karl Gasteiger (27. dubna 1857 Stainach – 17. srpna 1930 Murau) byl rakouský politik německé národnosti ze Štýrska, na počátku 20. století poslanec Říšské rady.

## Biografie
Profesí byl lékárníkem. Zastával funkci starosty města Murau. Byl čestným občanem města a měl titul komerčního rady. Zasedal ve správní radě železniční společnosti Murtalbahn.
Působil i jako poslanec Říšské rady (celostátního parlamentu Předlitavska), kam usedl v doplňovacích volbách roku 1901 za kurii městskou ve Štýrsku, obvod Judenburg, Neumarkt, Murau atd. Nastoupil 17. října 1901 místo Heinricha Reichera. Ve volbách do Říšské rady roku 1901 se uvádí jako kandidát Německé lidové strany.
Zemřel v srpnu 1930.